# Sucessão de Sucessos Que Se Sucedem Sucessivamente Sem Cessar
Sucessão de Sucessos Que Se Sucedem Sucessivamente Sem Cessar é o nono disco de estúdio do cantor brega Falcão. O nome do álbum, que foi lançado em 2014 por um selo independente, foi inspirado em um programa da Ceará Rádio Clube dos anos 1960, do radialista Paulo Limaverde.

## Recepção crítica
O crítico musical Régis Tadeu fez a seguinte resenha sobre este álbum: "Que ele é um dos artistas mais escrachados, sarcásticos e inteligentes da música brasileira, disto não há dúvida. Só que o gigante cearense se superou com esse álbum, uma coleção de barbaridades hilariantes e muito bem sacadas".

## Faixas
- Todas as músicas compostas por Falcão, exceto "Coração de Frango"[3]

1. Você é a letra X da palavra Love
2. Coração de Frango
3. Não há quem aguente
4. Mulheres modernas
5. Adonde está o amor
6. Feito vaca
7. Tradução simultânea
8. Fumando numa quenga
9. Tanto faz ser um, como ser outro
10. Quem nasce para tatu, morre cavando
11. Prodologicadamente
12. Lasque a rola em Tonha
13. Agora Pronto!